# کارابدیر (دینار)
کارابدیر (به ترکی استانبولی: Karabedir) یک منطقهٔ مسکونی در ترکیه است که در دینار (شهر) واقع شده‌است.